# Kloster der Herrin von Antiochien
Das Kloster der Herrin von Antiochien ist ein orthodoxes Kloster im nordrhein-westfälischen Dollendorf.
Es ist das erste Kloster der Antiochenisch-Orthodoxen Kirche im deutschsprachigen Raum. Im Gebäudekomplex (in der Antoniusstraße 19, nahe der katholischen Pfarrkirche St. Johann Baptist), der heute das Nonnenkloster sowie zukünftig das pastorale Zentrum des Patriarchen Ignatius IV. beherbergen soll, befand sich von 1935 bis 1995 das St.-Johannes-Kloster der Missionsschwestern vom Heiligsten Herzen Jesu von Hiltrup. Diese betrieben im Ort sowohl ein Alters- und Erholungsheim, einen Kindergarten als auch eine Nähschule. Daneben gewährleisteten sie eine Versorgung Kranker innerhalb Dollendorfs. Aufgrund des Ausbleibens neuer Beitritte wurde das Kloster schließlich aufgelöst. Nach dem Auszug wurde es zuletzt als Asylbewerberheim genutzt, stand folgend jedoch leer. Die Weihe in der Auferstehungskapelle erfolgte im Jahr 2023. Dabei zelebrierte Metropolit Isaak Barakat gemeinsam mit Abt Elisea vom Kloster Simonos Petras.
Das Grundstück hat eine Fläche von 2320 Quadratmetern. Darauf steht das Doppelgebäude mit 39 Zimmern, Küche, Speise- und Gemeinschaftsräumen und einer Wohnfläche von 850 Quadratmetern. Das pastorale Zentrum soll zum einen die Möglichkeit für Seminare und Tagungen bieten, aber auch generell ein Zentrum für die Gläubigen und Gemeinden wenden. Im Gegensatz zum pastoralen Zentrum sind Kloster und Kapelle bereits weitestgehend fertiggestellt.
Zum Anlass des 10. Jubiläums von Bischof Isaak als Metropolit fand im Kloster am 17./18. November 2023 ein Priestertreffen statt, bei dem neben pastoralen Angelegenheiten auch über die Entwicklung des Zentrums und Klosters gesprochen wurde.